# 藤田式初級滑空機
藤田式初級滑空機
- 用途：研究用グライダー
- 分類：初級滑空機
- 設計者：藤田雄蔵
- 製造者：藤田雄蔵
- 運用者

  - 大日本帝国陸軍
  - 日本グライダー倶楽部
- 生産数：1機
- 運用状況：退役

藤田式初級滑空機（ふじたしきしょきゅうかっくうき）は、大日本帝国陸軍の所沢陸軍飛行学校で試作された初級滑空機（プライマリー・グライダー）。藤田式プライマリーとも呼ばれる。

## 概要
1930年（昭和5年）春、所沢陸軍飛行学校で教官を務めていた藤田雄蔵中尉は、自発的な研究の一環として自身が設計した初級滑空機を試作した。機体はクラウドクラフト ディクソン・プライマリーに類似した高翼単翼グライダーで、完成後に所沢で飛行試験が試みられたが、発航方式に問題があったためこの時点では飛行に至らずに終わった。
その後、機体は磯部鈇吉が主宰する日本グライダー倶楽部に譲渡され、ゴム索発航によって初飛行している。その後も長期に渡って、新丸子付近の多摩川河川敷に設けられた日本グライダー倶楽部の練習場で練習飛行に使用された。
この機体が、日本陸軍で開発された最初のグライダーとなった。